# Hoot (torpille)
Pour les articles homonymes, voir Hoot.
 (octobre 2020).
Le contenu est difficilement compréhensible vu les erreurs de traduction, qui sont peut-être dues à l'utilisation d'un logiciel de traduction automatique.
La Hoot ( persan : حوت ; baleine ) est une torpille iranienne qui peut atteindre une vitesse de 360 km/h, plus rapide qu'une torpille normale grâce au phénomène de supercavitation,. L'Iran affirme l'avoir testée avec succès contre un sous-marin factice lors des exercices militaires "Grand Prophète" le 3 avril 2006,. L'Iran a testé la torpille dans ses eaux territoriales dans le détroit d'Ormuz en mai 2017.
L'agence de presse officielle iranienne IRNA affirme que la torpille a été produite et développée par le Corps des gardiens de la révolution islamique. Selon des analystes militaires, la Hoot ressemble toutefois à la torpille russe VA-111 Shkval, utilisant comme elle la technologie de la supercavitation,,.